# Marcano (khu tự quản)
Marcano là một khu tự quản thuộc bang Nueva Esparta, Venezuela. Thủ phủ của khu tự quản Marcano đóng tại Juan Griego. Khự tự quản Marcano có diện tích 43 km2, dân số theo điều tra dân số ngày 21 tháng 10 năm 2001 là 28256 người.